# Zigbee
Zigbee, formellt ZigBee, är en standard för trådlös styrning och övervakning av utrustning till exempel i hem och industrier. Plattformen har stöd för mesh-nätverk, stjärnnät och trädstruktur och mixade varianter av dessa varav "mesh"-tekniken är den som oftast används. Tekniken är utvecklad för att vara energisnål. Organisationen bakom plattformen är Zigbee Alliance.
Zigbee bygger på radiostandarden IEEE 802.15.4.
En konkurrent till Zigbee är Z-Wave, egenskaper som de båda teknikerna har är följande:
- Plattformarna är energisnåla
- Plattformarna är trådlösa, vilket innebär att det är smidigt att installera i efterhand.
- Plattformarna har stöd för mesh-nätverk
- Plattformarna ger signaler tillbaka att kommandot utfördes vilket ger driftsäkerhet och kontroll
- De flesta stora teknikföretagen är involverade och satsar mycket resurser på någon av de nya generationerna av plattformar.
- Plattformarna är utvecklade för att vara enkla att installera
- Plattformarna kräver ingen centralenhet.